# Аделін
Аделін (пол. Adelin) — село в Польщі, у гміні Забродзе Вишковського повіту Мазовецького воєводства.
Населення — 180 осіб (2011).
У 1975-1998 роках село належало до Остроленцького воєводства.

## Демографія
Демографічна структура станом на 31 березня 2011 року:
|          | Загалом | Допрацездатний вік | Працездатний вік | Постпрацездатний вік |
| -------- | ------- | ------------------ | ---------------- | -------------------- |
| Чоловіки | 96      | 25                 | 59               | 12                   |
| Жінки    | 84      | 13                 | 49               | 22                   |
| Разом    | 180     | 38                 | 108              | 34                   |